# JR西日本イノベーションズ
株式会社JR西日本イノベーションズ（ジェイアールにしにほんイノベーションズ）は、大阪府大阪市北区に本社を置くJR西日本グループのベンチャーキャピタルである。

## 概要
JR西日本グループのベンチャーキャピタルとして、ITベンチャー企業などへの投資を行っている。